# Saint-Christophe-en-Oisans
Saint-Christophe-en-Oisans település Franciaországban, Isère megyében. Lakosainak száma 98 fő (2022. január 1.). Saint-Christophe-en-Oisans La Grave, La Chapelle-en-Valgaudémar, Villar-d’Arêne, Valjouffrey, Vallouise-Pelvoux és Les Deux Alpes községekkel határos.

## Népesség
A település népessége az elmúlt években az alábbi módon változott:
| Lakosok száma | 91   | 103  | 103  | 134  | 106  | 105  | 107  | 110  | 106  | 98   |
|               | 1968 | 1982 | 1990 | 2006 | 2013 | 2015 | 2017 | 2019 | 2020 | 2022 |